# Merja Korpela
Merja Korpela (née le 15 mai 1981) est une athlète finlandaise spécialiste du lancer du marteau.

## Carrière

### Palmarès
| Année | Compétition                   | Lieu              | Résultat | Performance |
| ----- | ----------------------------- | ----------------- | -------- | ----------- |
| 1999  | Championnats d’Europe juniors | Riga              | 3e       | 59,51 m     |
| 2000  | Championnats du monde juniors | Santiago du Chili | 4e       | 59,59 m     |
| 2009  | Universiade                   | Belgrade          | 4e       | 69,56 m     |
| 2010  | Championnats d’Europe         | Barcelone         | 7e       | 68,21 m     |

### Records
| Épreuve           | Performance | Lieu     | Date            |
| ----------------- | ----------- | -------- | --------------- |
| Lancer du marteau | 69,56 m     | Belgrade | 10 juillet 2009 |